# Cera-collectie
De Cera-collectie is een kunstverzameling van de vroegere Belgische bank Cera die samen met de vroegere Kredietbank nu de KBC Groep vormt.
De collectie omvat voornamelijk beeldende kunst van Belgische kunstenaars van de tweede helft van de 20e eeuw. De verzameling bevat ongeveer 400 werken van zo'n 70 kunstenaars, onder wie: Panamarenko, Marcel Broodthaers, David Claerbout, Amédée Cortier, Jan De Cock, Paul Gees, Johan Grimonprez, Joëlle Tuerlinckx, Marthe Wéry en Raoul De Keyser.
Sinds 2012 beheert M - Museum Leuven de kunstcollectie.